# Amado Azar
Amado Azar (n. 31 decembrie 1913, Córdoba, Argentina, Provincia Córdoba, Argentina – d. 1971) a fost un boxer ce a reprezentat Argentina, medaliat olimpic. A participat la o ediție a Jocurilor Olimpice (1932) în care a câștigat o medalie de argint.

## Participări
Lista de mai jos prezintă principalele competiții la care a participat Amado Azar de-a lungul carierei.
- boxing at the 1932 Summer Olympics – middleweight[*]